# Современная галерея Тейт
Современная галерея Тейт (англ. Tate Modern) — лондонская галерея модернистского и современного искусства, входит в группу галерей Тейт, в которых выставляется национальная коллекция британского искусства с 1500 года по сегодняшний день. В галерее находится коллекция произведений мирового искусства, созданных с 1900 года. Входит в десятку самых посещаемых художественных музеев мира и в десятку крупнейших по площади художественных музеев мира.

## История галереи
Галерея открыта в 2000 году в помещении бывшей электростанции Bankside Power Station на южном берегу Темзы.
В декабре 2012 года было объявлено о том, что Галерея Тейт Модерн запускает молодёжную арт-программу стоимостью 5 миллионов фунтов. Программа «Национальная молодёжная сеть визуальных искусств» запускается с апреля 2013 года, рассчитана на четыре года и должна вовлечь в мир современного искусства до 80 тысяч молодых людей в возрасте от 15 до 25 лет. Спонсор проекта — фонд Пола Хэмлина, который за 25 лет своего существования выделил в качестве грантов до 200 миллионов фунтов.

## Экспозиция

### Уровень 1 — Турбинный зал (The Turbine Hall)
В Турбинном зале до реконструкции размещались электрические генераторы старой электростанции. Это пространство площадью 3 400 м² и высотой в пять ярусов здания. Турбинный зал используется для демонстрации масштабных эксклюзивных проектов современных художников. Спонсором этих экспозиций с самого начала выступает британо-нидерландская компания «Unilever». Первоначально эта серия выставок в Турбинном зале планировалась на пять лет. Спонсорское соглашение с Тейт Модерн продлевали трижды. Очередной контракт, сроком на пять лет, был заключён в 2008 году и обошёлся Unilever в $2,77 млн. Однако, огромный успех выставок послужил причиной продления проекта минимум до 2012 года.
Турбинный зал, по оценке Unilever, за все время сотрудничества компании с «Тейт Модерн» посетило около 30 млн человек. В 2013 году Турбинный зал временно закроют по причине строительства нового корпуса галереи по проекту знаменитого швейцарского архитектурного бюро Herzog & de Meuron Architekten.
| Время выставки             | Художник                 | Проект                      | Дополнительно          |
| -------------------------- | ------------------------ | --------------------------- | ---------------------- |
| Июль 2012 — Октябрь 2012   | Тино Сегал               | Tino Sehgal 2012            | About                  |
| Октябрь 2011 — Март 2012   | Тасита Дин               | Film                        | About                  |
| Октябрь 2010 — Апрель 2011 | Ай Вэйвэй                | Sunflower Seeds             | About                  |
| Октябрь 2009 — Апрель 2010 | Мирослав Балка           | How It Is                   | About                  |
| Октябрь 2008 — Апрель 2009 | Доминик Гонзалес-Фёрстер | TH.2058                     | Curator’s Essay Images |
| Октябрь 2007 — Апрель 2008 | Дорис Сальседо           | Shibboleth                  | About, Images          |
| Октябрь 2006 — Апрель 2007 | Карстен Хёллер           | Test Site                   | About, Images          |
| Октябрь 2005 — Май 2006    | Рейчел Уайтред           | EMBANKMENT                  | About                  |
| Октябрь 2004 — Май 2005    | Брюс Науман              | Raw Materials               | About, Audio           |
| Октябрь 2003 — Март 2004   | Олафур Элиассон          | The Weather Project         | About                  |
| Октябрь 2002 — Апрель 2003 | Аниш Капур               | Marsyas                     | About, Images          |
| Июнь 2001 — Март 2002      | Хуан Муньос              | Double Bind                 | Introduction, Photos   |
| Май 2000 — Ноябрь 2000     | Луиза Буржуа             | Maman, I Do, I Undo, I Redo | About, Photos          |

Рейчел Уайтред. «EMBANKMENT», ноябрь 2005 г.
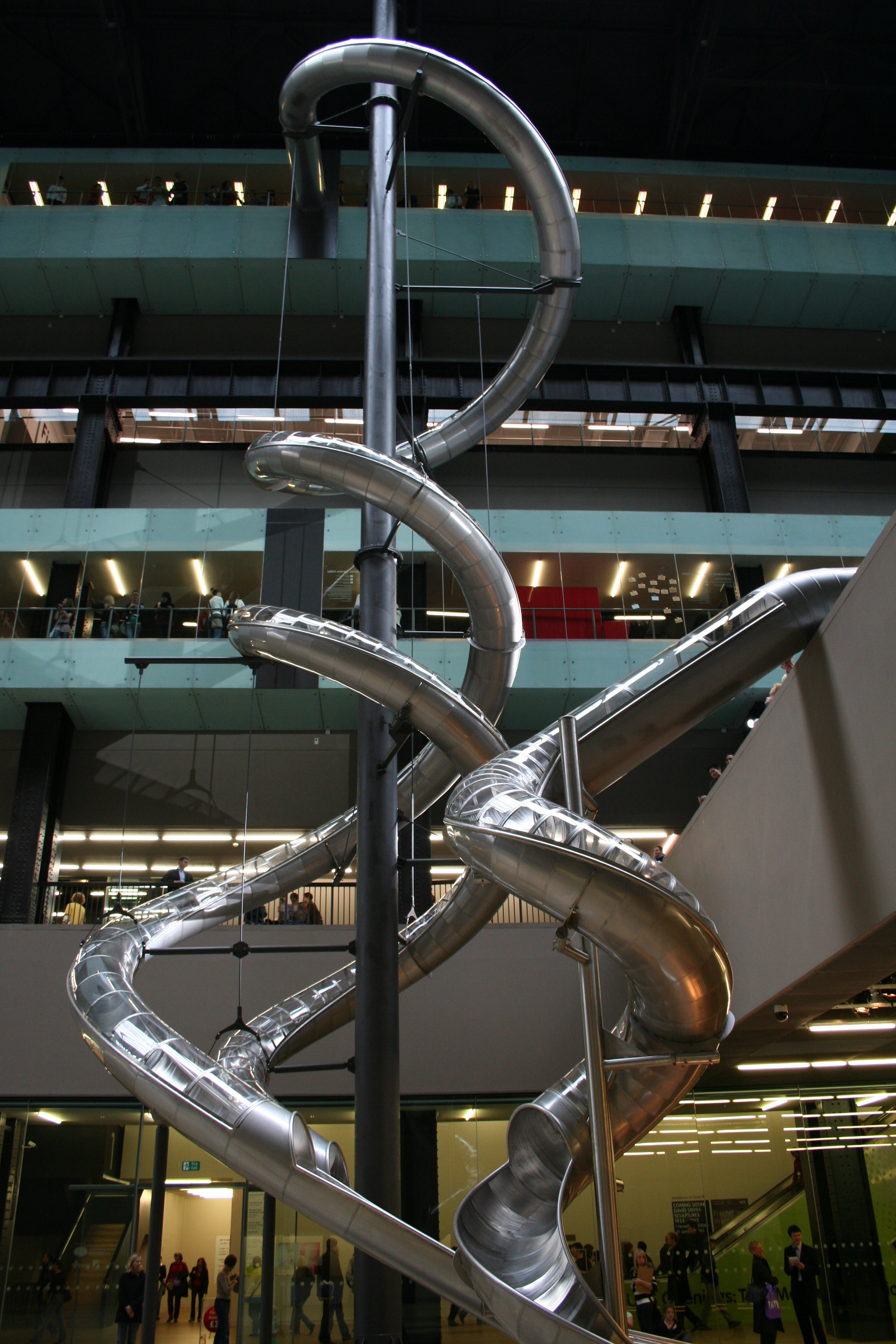
Карстен Хёллер. «Test Site», окт. 2006 г.
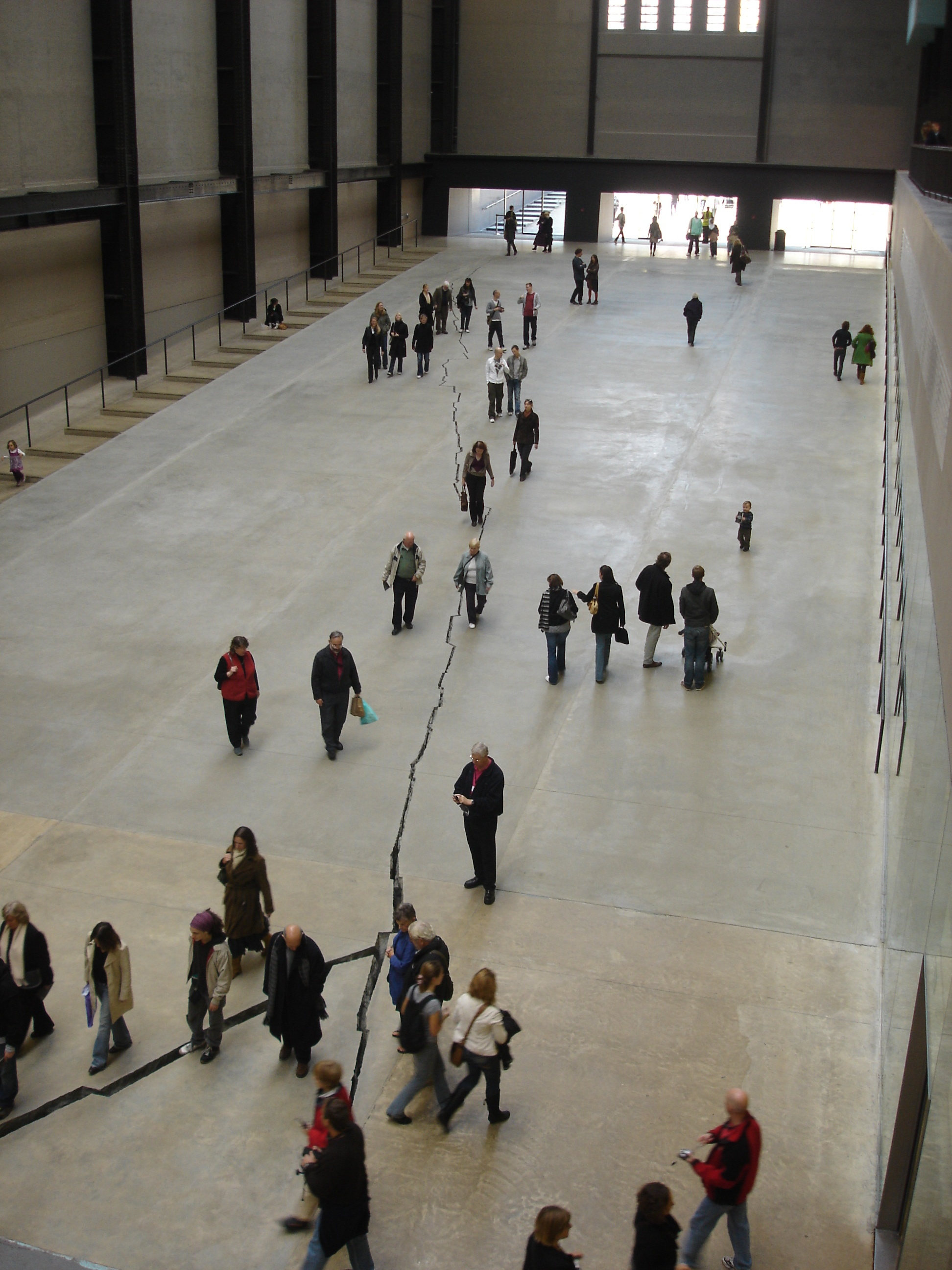
Дорис Сальседо. «Shibboleth», окт. 2007 г.
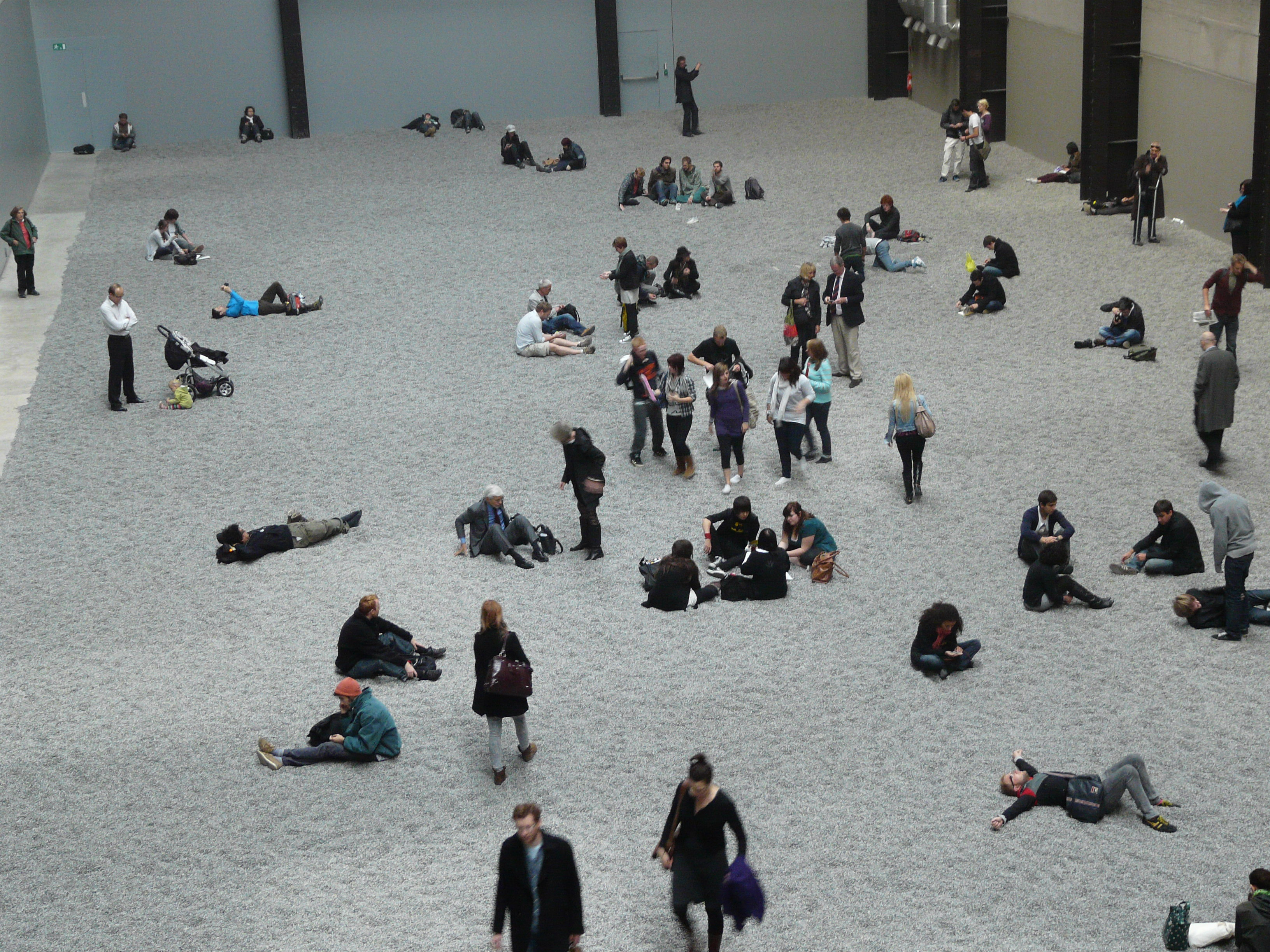
Ай Вэйвэй. «Семена подсолнечника», октябрь 2010 г.
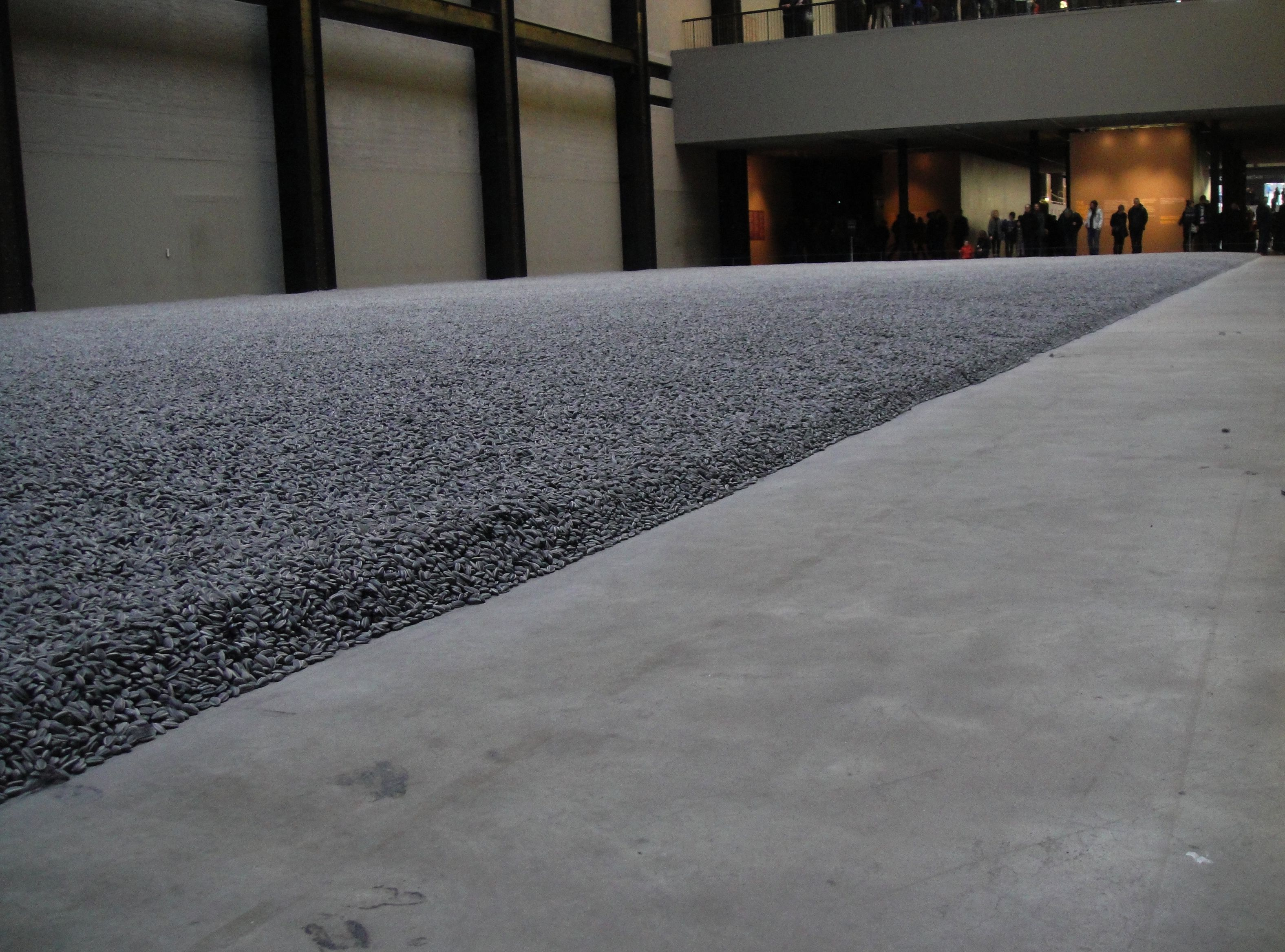
Ай Вэйвэй. «Семена подсолнечника», январь 2011 г.
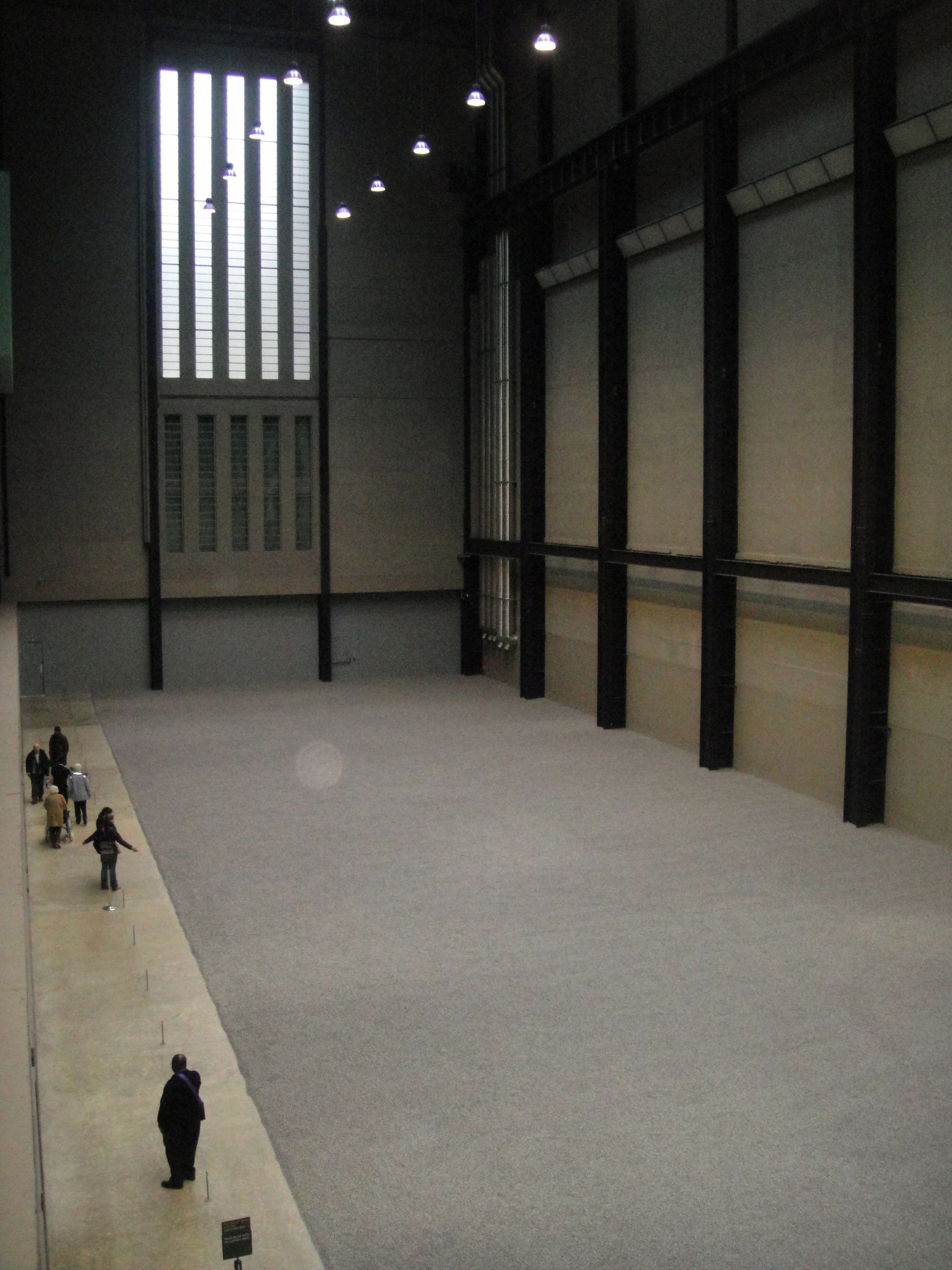
Ай Вэйвэй. «Семена подсолнечника», январь 2011 г.

## Российское искусство и Современная галерея Тейт

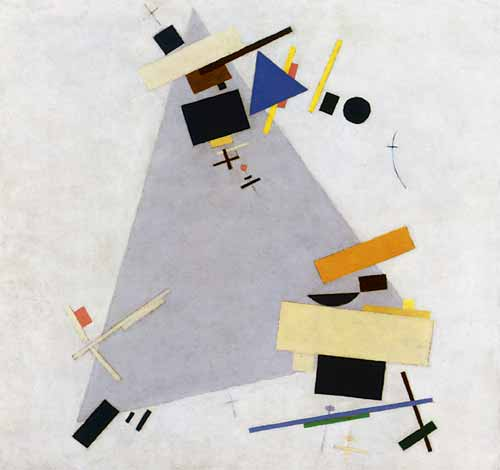
Казимир Малевич. Динамический супрематизм № 57 (1915—1916). В 1975 году картина была изъята Министерством культуры СССР из запасников Третьяковской галереи с неизвестными целями, исчезла на три года, а в 1978 году была куплена для собрания Галереи Тейт

Работы российских художников в коллекции музея
- - АЕС+Ф. Видео «Последнее восстание-2».[10]
  - Наталья Гончарова[11]
  - Илья Кабаков «Лабиринт, Альбом моей матери», 1990[12]
  - Василий Кандинский Starnberger See, Озеро Штарнбергер, 1908; Cosaques, Казаки, 1910-11; Schaukeln, 1925[13]
  - Казимир Малевич «Динамический супрематизм» 1915 или 1916[12] выставляется в первой комнате на 5 уровне галереи, тема Динамика и Процесс.[14]
  - Марк Шагал «Le Poète allongé» («Отдыхающий поэт»), 1915; «Bouquet aux amoureux volants» («Букет с летящими любовниками»), 1934-47[15]
- В 2012 году в Тейт Модерн был создан постоянный закупочный комитет по России и Восточной Европе[16]. Директор галереи Тейт Николас Серота сообщил агентству ИТАР-ТАСС: «На текущий год мы выделяем до 400 тыс. долларов на приобретение произведений авангардного искусства России и стран региона. Россия является для нас одним из интереснейших мировых культурообразующих центров»[17]. Создавая этот комитет, галерея ставит перед собой три задачи: приобретение шедевров русского авангардизма XX века, приобретение произведений ведущих современных российских художников, приобретение картин молодых художников, которые могут стать «гениями XXI века»[17].